# Жанаталап (Буландинський район)
Жанатала́п (каз. Жаңаталап) — село у складі Буландинського району Акмолинської області Казахстану. Входить до складу Алтиндинського сільського округу.
Населення — 113 осіб (2021; 117 у 2009, 175 у 1999, 151 у 1989).
Національний склад станом на 1989 рік:
- казахи — 100 %.

У радянські часи село також називалось Жанаталип.